# 佐伯葛城
佐伯 葛城（さえき の かずらぎ）は、奈良時代の貴族。姓は宿禰。官位は従五位下・征東副将軍、贈正五位下。勲等は勲八等。

## 経歴
延暦3年（784年）従五位下に叙爵し、翌延暦4年（785年）3月中衛少将、9月には右少弁に任官している。
延暦5年（786年）蝦夷征討の準備に向けた兵士検閲と武具点検ため、判官1名・主典1名と共に東海道に派遣された。この時東山道には紀楫長が遣わされている。翌延暦6年（787年）2月に陸奥介兼鎮守副将軍に任ぜられるが、間もなく陸奥介は藤原葛野麻呂に、鎮守副将軍は池田真枚に交代して、葛城は下野守に遷っている。さらに10月には民部少輔を兼ねており、この時点では在京であったと推定される。
延暦7年（788年）3月に入間広成・紀真人と共に征東副使に任ぜられ東北地方に遠征する。延暦8年（789年）3月末に遠征軍は衣川（現在の岩手県西磐井郡平泉町付近）に陣を敷くが、葛城は陣中に没し、同年5月26日に正五位下の位階が贈られた。最終官位は征東副将軍民部少輔兼下野守。なお葛城の没後間もなく遠征軍は蝦夷の族長であるアテルイの反撃に遭い大敗を喫している（巣伏の戦い）。

## 官歴
『続日本紀』による。
- 時期不詳：正六位上
- 延暦3年（784年） 12月2日：従五位下
- 延暦4年（785年） 3月11日：中衛少将。9月29日：右少弁
- 延暦6年（787年） 2月5日：陸奥介兼鎮守副将軍。2月25日：下野守。10月24日：民部少輔、下野守如故
- 延暦7年（788年） 3月21日：征東副使
- 延暦8年（789年） 5月頃：卒去（征東副将軍民部少輔兼下野守勲八等）。5月26日：贈正五位下